# 穆占
穆占（1628年—1683年），纳喇氏，清朝初年将领，满洲正黄旗人。
祖先是叶赫部长。他开始担任侍卫兼佐领。顺治十六年（1659年），署任前锋参领，跟随都统卓洛等人驻防云南。平定元江土司有功，擢升为正黄旗副都统。康熙十二年（1673年），担任前锋统领，参赞安西将军赫叶的军务，从陕西进入四川进讨吴三桂。康熙十三年（1674年），率军抵达陕西，听说四川巡撫罗森反清，于是他和西安将军瓦尔喀率兵攻克阳平关、七盘关，在朝天关击败叛军。总兵吴之茂在保宁反清，提督王辅臣据宁夏反清，相为呼应。清军粮饷不继，于是他和随大将军董鄂退回西安。康熙十四年（1675年），担任安西将军，讨伐王辅臣。次年，王辅臣降清。改任征南将军，率兵赴湖广攻打吴三桂。康熙十六年（1677年），军至荆州，受命协助安亲王岳乐围攻长沙，会同简亲王喇布收复衡州。康熙十七年，攻克郴州。康熙十八年，随定远平寇大将军彰泰进军云南、贵州。康熙二十年（1681年），入云南，围昆明，吴世璠自杀，三藩之乱平定。授正黄旗蒙古都统、议政大臣。